# گمینا گووبچتسه
گمینا گووبچتسه (به لهستانی:  Gmina Głubczyce) یک گمینا در لهستان است که در شهرستان گلوبچه واقع شده‌است. گمینا گووبچتسه ۲۹۴٫۳۳ کیلومتر مربع مساحت و ۲۳٬۹۹۷ نفر جمعیت دارد.

## نگارخانه

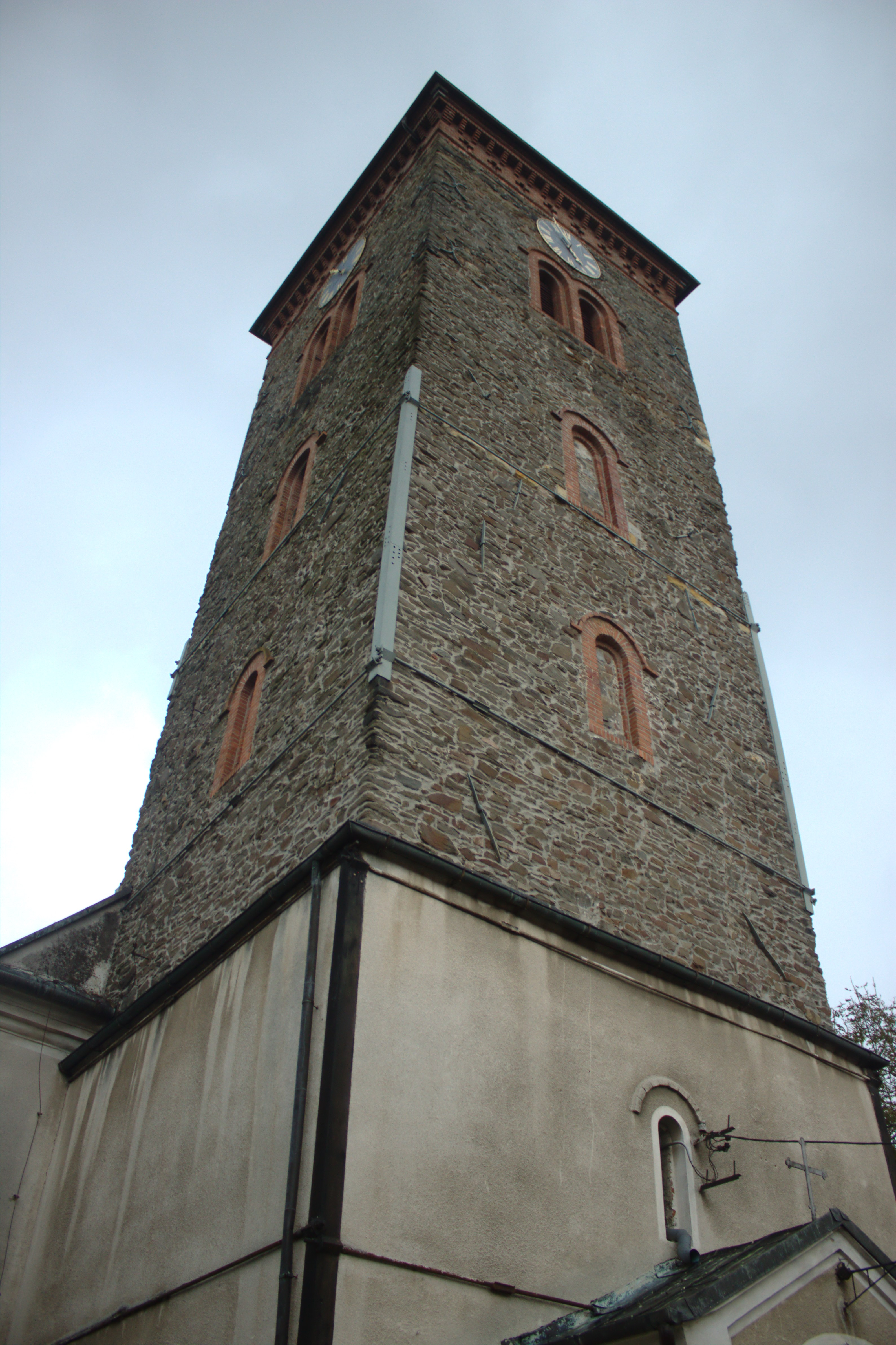
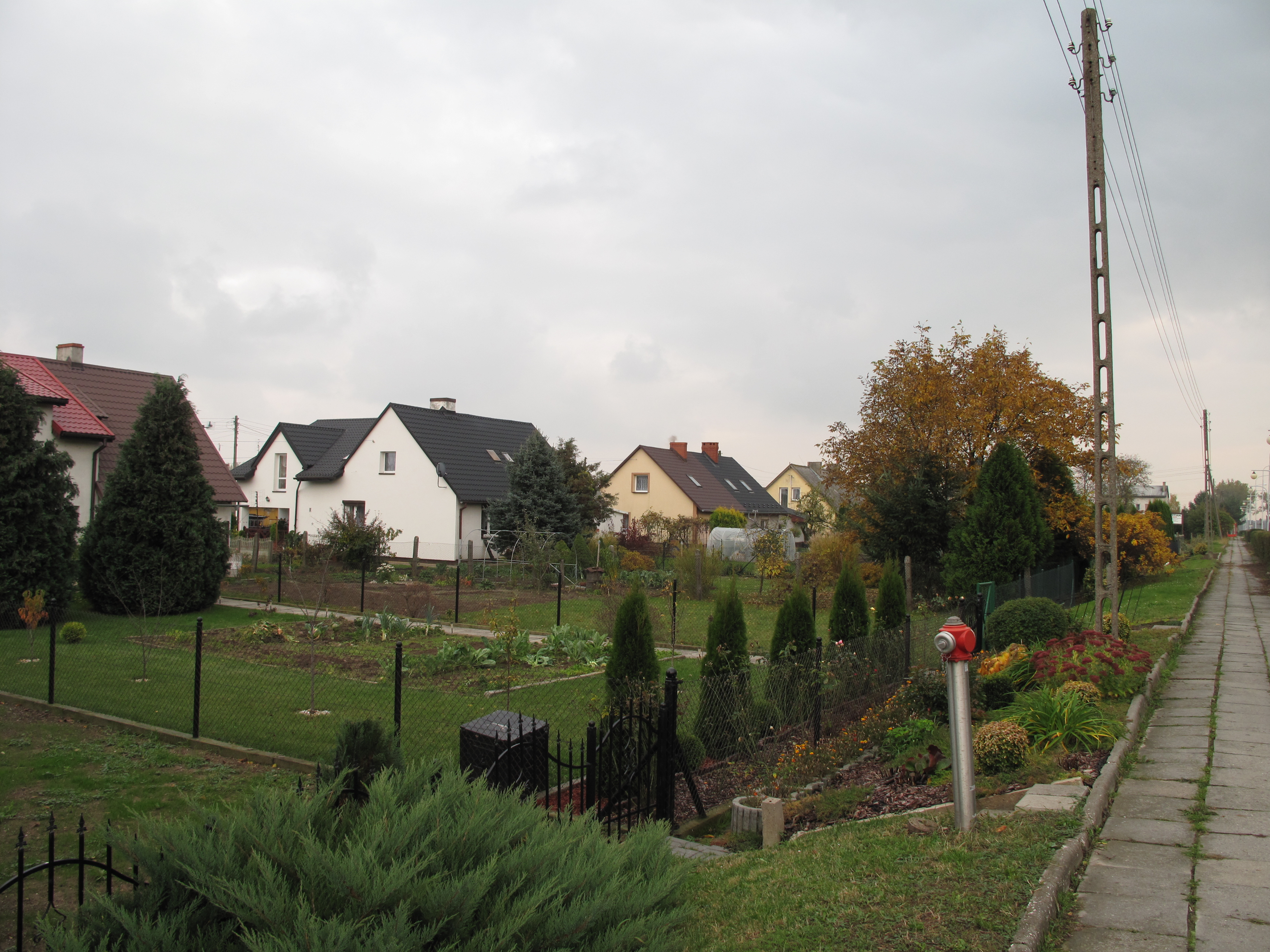
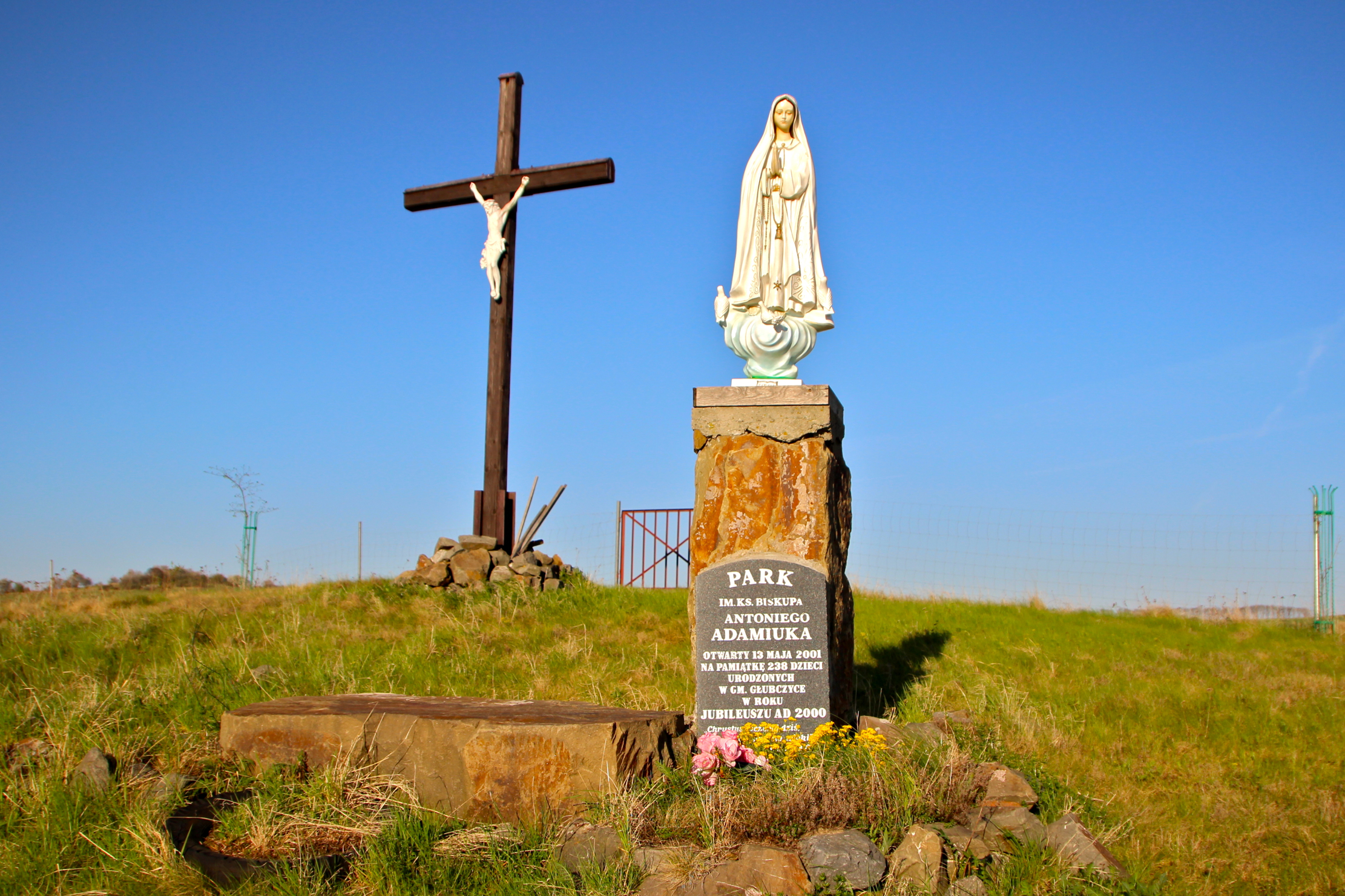